# Federico Mayor Zaragoza
Pour les articles homonymes, voir Mayor et Zaragoza.
Mayor  Zaragoza est un nom espagnol. Le premier nom de famille, en général paternel, est Mayor ; le second, en général maternel, souvent omis, est Zaragoza.
Federico Mayor Zaragoza, né le 27 janvier 1934 à Barcelone et mort le 19 décembre 2024 à Madrid, est un homme politique, scientifique, diplomate et poète espagnol.
Il est directeur général de l'UNESCO de 1987 à 1999. Sous son mandat à la direction de l'UNESCO, il développe le programme Culture de la paix et obtient que l'Assemblée générale des Nations unies déclare l'an 2000 « Année internationale pour la Culture de paix ». Il soutient l'initiative qui aboutit, le 10 novembre 1998, à la proclamation par l'Assemblée générale des Nations unies des années 2001-2010 « Décennie internationale de la promotion d'une culture de la non-violence et de la paix au profit des enfants du monde ». Il est membre du Haut Comité des Nations unies de parrainage de la Coordination internationale pour la Décennie de la culture de paix et de non-violence. Il fonde en mars 2000 la Fondation Culture de Paix. Il est actuellement président de la Fondation Culture de Paix, président d’honneur de la l’Académie de la Paix et président d'honneur de la Fondation Danielle Mitterrand - France Libertés. Il est parrain de la promotion 2015-2016 de l'Université Paris Dauphine en affaires internationales et développement, parcours Peace Studies.
Il soutient aussi les démarches d'ATD quart-monde pour faire reconnaître la violence de la misère et les démarches de paix entreprises par des personnes vivant dans la pauvreté.
Il a été président de l'Initiative for Science in Europe.

## Biographie
Federico Mayor Zaragoza a obtenu un doctorat en pharmacie de l'université Complutense de Madrid en 1958. En 1963, il est devenu professeur de biochimie à la faculté de pharmacie de l'université de Grenade et en 1968 a été élu recteur de cette université, poste qu'il a occupé jusqu'en 1972. L'année suivante, il fut nommé professeur de biochimie à l'université autonome de Madrid. Il est l’auteur de plus cent articles scientifiques sur le métabolisme cérébral et la pathologie moléculaire du nouveau-né. Il était responsable de l'élaboration du plan national espagnol pour la prévention de la santé mentale. Il a publié aussi de nombreux articles sur la politique et l’universalité de la science ; le rôle de la recherche scientifique et technique dans la société du futur ; la science et les contradictions du développement ; la communauté scientifique et la paix.
Il a fondé et dirigé (de 1974 à 1978) le centre de biologie moléculaire Severo Ochoa à l'université autonome de Madrid, dont il est toujours membre. Il est membre honoraire de plusieurs sociétés scientifiques et membre de plusieurs académies, parmi eux, la Sociedad Española de Bioquímica (1964) dont il fut président (1970-1974), la Asociación Americana para el Fomento de la Ciencia (1965), la Sociedad de Bioquímica del Reino Unido (1966), de Real Academia Nacional de Farmacia (1975), la Real Academia de Bellas Artes de San Fernando (1994), la Academia China de Ciencias (1994), la Academia Rusa de Ciencias (1999), la Real Academia Nacional de Medicina (2002), l'Academia Europea de Ciencias y Artes, la World Academy of Arts and Sciences, et de l'Académie Européenne des Arts, Sciences et Lettres.
Il est membre du Club de Rome, du Club de Budapest, membre fondateur du Forum d'Issyk-KuL. En 2005, il a reçu le prix Creu de Sant Jordi de la Generalitat de Catalunya. Il est franc-maçon et membre du Groupe Bilderberg (2010). En 2007 il a reçu le Prix Madre Terra de los Premios ONES Mediterránia pour son combat pour l’égalité, la justice sociale et l’environnement. En 2008 le gouvernement de l’Andalousie l’a nommé Hijo Predilecto de la comunidad. Il a également reçu plusieurs doctorats honorifiques (Honoris Causa). Il est aussi Recteur honoraire de l'Université de Grenade. Il est Président du Conseil Scientifique de la Fundacion Ramon Areces à Madrid.

### Carrière politique
Opposant au franquisme et proche d'Adolfo Suárez, Federico Mayor Zaragoza est nommé vice-président du Conseil supérieur de la recherche scientifique (CSIC) en 1971. En 1974, il devient président de la commission consultative de la Recherche scientifique et technique (CAICT) de la présidence du gouvernement et sous-secrétaire du ministère de l'Éducation et de la Science.
Aux élections constituantes de 1977, il postule au Congrès des députés dans la province de Grenade, sur la liste de l'Union du centre démocratique (UCD) et se fait élire. Il préside alors la commission parlementaire de l'Éducation et de la Science. En conséquence, il est relevé de ses responsabilités au CSIC et à la CAICT. Il retrouve quelques mois durant la présidence de cette dernière, avant d'être désigné en 1978 conseiller du président du gouvernement.
Il n'est pas réélu député lors des élections générales de 1979. Cependant, lors du remaniement ministériel orchestré le 2 décembre 1981, Leopoldo Calvo-Sotelo le nomme ministre de l'Éducation et de la Science.
Lors des élections européennes du 10 juin 1987, il est élu sur la liste du Centre démocratique et social (CDS). Il démissionne dès le 16 décembre.

### Carrière à l’UNESCO
Dans le paysage humain espagnol et mondial depuis les années 1980, Federico Mayor Zaragoza représente une sommité de bienfaisance[non neutre] et de services accomplis, de compromis avec la Paix, la tolérance et les idéaux démocratiques. Durant ses 12 ans à  l’UNESCO, son leadership et sa personnalité ont été a la hauteur des attentes de la communauté internationale[réf. nécessaire].
En 1978, Federico Mayor Zaragoza est devenu directeur général adjoint de l'UNESCO. En 1987, il a été élu directeur général de l'UNESCO, et a été réélu pour un second mandat en 1993. Après avoir décidé de ne pas briguer un troisième mandat, en 1999, il est retourné en Espagne pour créer la Fondation pour une Culture de la Paix, dont il est le président.
Au cours de ses 12 ans à la tête de l'UNESCO (1987-1999), Federico Mayor Zaragoza a donné une nouvelle vie à la mission de l'organisation à « construire un bastion de la paix dans l'esprit de tous les peuples », en mettant l'institution au service de la paix, de la tolérance, les droits de l’homme et la coexistence pacifique, travaillant dans le cadre de ses compétences et restant fidèles à ses objectifs initiaux. Sous la direction de Federico Mayor Zaragoza, l’UNESCO a créé le programme de la Culture de la Paix, dont les objectifs s'articulent autour de quatre thèmes principaux : l'éducation pour la paix, les droits de l'homme et de la démocratie, la lutte contre l'isolement et la pauvreté, la défense de la diversité culturelle et le dialogue interculturel et la prévention des conflits et la consolidation de la paix.
Dans le cadre de cette stratégie, de nombreuses réunions et conférences internationales ont été organisés sur des sujets tels que l'éducation de la non-violence, l'éradication de la discrimination et la promotion du pluralisme et de la coopération internationale. Le résultat de ces réunions a été de quelque trente déclarations exprimant une volonté de promouvoir l'éducation, la science, la culture, la recherche et l'enseignement, la justice et la « solidarité intellectuelle et morale » à laquelle la constitution de l'UNESCO se réfère.
Le 10 novembre 1998, l'Assemblée générale des Nations unies a déclaré la période 2001-2010, Décennie Internationale de la Promotion d'une Culture de la Paix et de la non-violence au profit des Enfants du Monde et, le 13 septembre 1999, elle a adopté la Déclaration et le Programme d'action pour une Culture de la Paix, qui incarne les plus grandes aspirations de Federico Mayor Zaragoza, à la fois d’un point de vue conceptuel et pratique.

#### Fondation pour une culture de la paix
En mars 2000, Federico Mayor Zaragoza a créé la Fondation pour une Culture de la Paix, dont il est le président. Elle se conforme au protectorat des fondations de la Communauté de Madrid, département régional de l'éducation. L'objectif de la Fondation est de contribuer à l'édification et à la consolidation d'une culture de la paix par la réflexion, la recherche, l'éducation et le champ d'action. Ses activités se concentrent principalement sur la liaison et la mobilisation des réseaux d'institutions, d'organisations et d'individus qui ont prouvé leur attachement aux valeurs de la culture de la paix.
À travers la Fondation pour une Culture de Paix, Federico Mayor Zaragoza poursuit la tâche qu'il a commencée en tant que directeur général de l'UNESCO, celle de promouvoir la transition d'une culture de la violence et de la force à une culture de la Paix et de la tolérance. Chaque année, la Fondation offre un cours sur la culture de la Paix en collaboration avec l'Université Juan Carlos I de Madrid, avec un contenu éducatif, y compris la démocratie, les droits de l'homme, et l'origine des conflits. En décembre 2000, la Fondation a organisé une conférence internationale en présence de grandes figures de la lutte pour la justice, la liberté et la paix. À la fin de la conférence, la Déclaration de Madrid a été adopté à l'unanimité.
Federico Mayor Zaragoza appelle à un nouvel ordre mondial pour faire sortir l'humanité de notre dilemme actuel[pas clair]. Un nouvel ordre éthique et moral dont les dimensions culturelles, scientifiques et sociales garantiraient l’équilibre entre le développement économique et technologique. Le véritable objectif dans la vie est d’améliorer la qualité de vie de tous et de chacun d'entre nous[non neutre]. Cela implique de nouvelles formes de coopération. Federico Mayor Zaragoza souscrit à la position adoptée par l'UNESCO en ce qui concerne la paix, le désarmement, les droits de l'homme et de l'éducation. Dans le domaine de l'information, il propose une nouvelle approche, mettant en garde contre tout monopole des communications et dénonce les dangers d'une asymétrie d'informations.
Federico Mayor Zaragoza a fait valoir que l'homme est dans un état de transformation ; selon lui d'homo faber, il est sur la voie de l'homo sapiens[réf. nécessaire]. La connaissance libère, et les scientifiques ont un rôle crucial à jouer. Le nouvel ordre proposé nécessite une bonne utilisation de la connaissance pour la connaissance, comme tout le reste, n'existe qu'à travers l'humanité et pour l'humanité[pas clair].

### Autres activités
En 2002, Federico Mayor Zaragoza a cofondé avec Boutros Boutros-Ghali, John Brademas, Edward J. Nell, Karim Errouaki et Alain Chanlat le Centre Humanismes, Gestions et Globalisation (HGG) à HEC-Montréal. Le but de HGM est de soutenir des projets et élaborer des programmes fondés sur les politiques qui humanisent le processus de mondialisation dans ses multiples dimensions : économique, écologique, sociale, politique, culturelle et organisationnelle.
Il a été nommé, en 2003, à la présidence du Conseil européen de la recherche du groupe d'experts (ERCEG). L'Union européenne a identifié la nécessité de renforcer la compétitivité de l'Europe et de devenir une économie fondée sur la connaissance. Compte tenu de l'importance d'une forte capacité de recherche de la stabilité économique et la croissance, le Groupe d'experts recommande une nouvelle dimension européenne pour le financement de la recherche. La tâche première et principale pour le Conseil Européen de la Recherche devrait être de soutenir des activités de recherche des plus hautes qualités sélectionnées par le biais européen de la concurrence.
En 2005, Federico Mayor Zaragoza est nommé par le Secrétaire général des Nations unies Kofi Annan, coprésident du groupe du haut niveau des Nations unies pour l'Alliance des Civilisations. Ce forum a été établi en 2005, à l'initiative des gouvernements espagnol et turc, respectivement dirigés par le Premier ministre José Luis Rodríguez Zapatero et le Premier ministre turc Recep Tayyip Erdoğan. Cette initiative a pour ambition d'« effacer les malentendus entre le monde occidental et l'islam ».
Pour atteindre l'objectif de l'initiative, Kofi Annan réunit un Groupe de Haut Niveau (GHN) composé de vingt personnalités éminentes venant du monde de la politique, des milieux universitaires, la société civile, les chefs religieux et les médias. Une fois la proposition adoptée, le secrétaire général de l'ONU Kofi Annan a composé un groupe de dix-personnalités, incluant le président iranien Khatami, le Nobel de la Paix Desmond Tutu, l'ex-ministre français Hubert Védrine, et codirigés par l'ex-directeur de l'UNESCO, Federico Mayor Zaragoza et l'ex-ministre d'État turc Mehmet Aydın, son Altesse Cheikha Mozah bint Nasser al-Missned de Qatar, afin de présenter un plan d'action à la fin de l'année 2005. Le groupe s’est réuni cinq fois entre novembre 2005 et novembre 2006, et a produit un rapport sur les priorités des relations entre les sociétés occidentales et musulmanes. L'Alliance des civilisations est aujourd’hui une organisation de l'ONU, dont le Haut représentant, nommé le 26 avril 2007 par le secrétaire général de l'ONU Ban Ki-moon, est l'ex-président du Portugal Jorge Sampaio. Basée à New York, l'Alliance travaille aussi bien avec les États que la société civile et des organismes privés. L'Alliance est soutenue par plus de cent-trente organisations, étatiques et autres.
En 2007, Federico Mayor Zaragoza a été nommé par Mohammed VI Président du Comité International de Soutien de Tanger Expo 2012. Parmi les membres fondateurs du comité on compte Boutros Boutros-Ghali, Michel Rocard, John Brademas, Robert Mundell, Edward J. Nell, Karim Errouaki, et Tomas Solis. Mohammed VI a décidé en 2006 de présenter la candidature de Tanger, la ville du détroit de Gibraltar, à l'organisation de l'Exposition Internationale de 2012. Le thème de l'exposition était Routes du Monde, cultures de raccordement. Pour un monde plus uni.
Federico Mayor Zaragoza est devenu membre en 2008 du comité d'honneur de la Fondation Chirac, lancée en 2008 par l'ancien chef de l'État français Jacques Chirac pour agir en faveur de la paix dans le monde. Il est également membre du jury du Prix pour la prévention des conflits décerné annuellement par cette fondation. En 2011, il a été nommé président de la Commission internationale pour l'abolition de la peine de mort. La Commission, à l'initiative du gouvernement espagnol qui est soutenu par quinze États, est la promotion de l'abolition universelle de la peine de mort. Il fait la promotion d'un moratoire qui devrait être respecté  universellement en 2015, comme étape précédente d'une abolition totale. Federico Mayor Zaragoza, parlant à l'Assemblée parlementaire le 14 avril 2011, a insisté sur le rôle du Conseil de l'Europe, de l'OSCE et de l'UE à faire de l'Europe une zone sans peine de mort, sauf pour un pays et fait valoir que malgré les progrès réalisés dans les dernières décennies - les deux tiers des pays du monde ont déjà aboli la peine de mort - des efforts doivent être intensifiés jusqu'à son éradication totale. Il poursuit en affirmant que « le droit à la vie est le plus fondamental de tous les droits, parce que c'est un prérequis pour l'exercice de tous les autres droits de l'homme »[réf. nécessaire]. Il a souligné deux arguments principaux pour l'abolition : la peine de mort est irréversible - les erreurs ne peuvent pas être réparés - et il n'y a aucune preuve de sa valeur dissuasive[réf. nécessaire] pour prévenir la criminalité.
Il coorganise, le 7 décembre 2012, le lancement depuis le siège du Conseil économique, social et environnemental, du Tribunal international de la nature.
Il est membre honoraire du Conseil d'administration de la Fondation France Libertés.

## Distinctions
Federico Mayor Zaragoza a obtenu une multitude de doctorats honoris causa :
- Université d'État de Rio de Janeiro (Brésil, 1996)[6]
- Université autonome de Barcelone (Espagne, 25 mai 1989)[7]
- Université de Liège (Belgique, 21 mars 1989)[8]
- Université polytechnique de Madrid (Espagne, 16 mars 1990)[9]
- Université polytechnique de Valence (Espagne, 20 novembre 1990)[10]
- Université Raymond-Lulle (Espagne, 1992)[11]
- Université Paris I Panthéon Sorbonne (France, 1er juillet 1993)[12]
- Université nationale de Córdoba (Argentine, 1994)[13]
- Université d'Alcalá de Henares  (Espagne, 27 mai 1994)[14]
- Université de Malaga (Espagne, 28 octobre 1996)[15]
- Université Cheikh-Anta-Diop (Sénégal, 1997)[16]
- Université Laval (Canada, 1997)[17]
- Université de Murcie (Espagne, 17 octobre 1997)[18]
- Université polytechnique de Catalogne (Espagne, juillet 2000)[19]
- Université de Grenade (Espagne, 17 mai 2001)[20]
- Université nationale du Costa Rica (en) (Costa Rica, septembre 2004)[21]
- Université Jacques-Ier (Espagne, 2 décembre 2009)[22]
- Université nationale d'enseignement à distance (Espagne, 5 février 2010)[23]
- Université Rovira i Virgili (Espagne, 31 octobre 2013)[24]
- Université de Las Palmas de Grande Canarie (Espagne, 2014)[25]
- Université de Vic (Espagne, 21 mars 2014)[26]
- Université Fernando Pessoa (Portugal, 3 mai 2014)[27]
- Université de La Rioja (Espagne, 13 avril 2018)[28]

### Reconnaissances
- 2008 : Hijo Predilecto de Andalucía

## Œuvres
Federico Mayor Zaragoza a publié plus de cent articles dans des revues scientifiques et de nombreux articles dans des revues populaires. En plus de nombreuses publications scientifiques, il a publié de nombreux livres :

### Poésie
- A contraviento (1985)
- Aguafuertes (1991)
- El fuego y la esperanza (1996)
- Terral (1997)
- Voz de Vida, Voz Debida (2007)
- Alzare mi Voz (2007)
- En Pie de Paz (2008)

### Autre
- Tomorrow Is Always Too Late, Stamford Publishing, 1992.
- Memory of the Future, UNESCO Publishing, 1995.
- La Paix Demain ?, UNESCO Publishing, 1995.
- Science and Power, UNESCO Publishing, 1995.
- The New Page, UNESCO Publishing, 1995.
- UNESCO: Un Idéal en Action, UNESCO Publishing, 1996.
- The World Ahead: Our Future in the Making, Zed Books, 2000.
- Los Nudos Gordianos, Galaxia Gutenberg, 1999.
- La Palabra y la Espada, AEFLA, 2002.
- La Fuerza de la Palabra, Adhara, 2005.
- Un Dialogo Iberico en el marco europeo y mundial (avec Mário Soares), Galxia Gutenberg, 2006.
- Enfermedades Metabólicas (ed.) (2006)
- Tiempo de Acción, 2008.
- Tiempo de Accion, Universidad de Granada, Editorial Anfora Nova, 2008.
- The Crime of Silence, 2011.
- Reinventing Globalization After the Crash (avec Edward J. Nell et Karim Errouaki), 2013.

## Interviews
- Journée à l'école de la paix et de la non-violence, à Global Education Magazine, 30 janvier 2013.